# ريجاتا (فلم)
ريجاتا فيلم مصري تدور أحداث الفيلم في إطار من الإثارة والتشويق في منطقة شعبية من مناطق القاهرة، تحتوي هذه المنطقة مثل نظيراتها، على أنواع مختلفه من الناس، فهناك الأغلبية الخانعة، وهناك مجموعة تحكم وتتحكم ويكاد يصنعوا دولة داخل الدولة، لها قوانينها وتقاليدها، ويقوم النجم محمود حميدة بكبير هذه المجموعة.

## ابطال الفيلم
وأبطال هذا الفيلم هم:
- فتحي عبد الوهاب
- عمرو سعد
- إلهام شاهين
- أحمد مالك
- ساندى على
- رانيا يوسف
- محمود حميدة
- وليد فواز
- أمير شاهين
- جلال الزكى

وتأليف محمد سامي و معتز فتيحة و إخراج محمد سامي